# Adelaida I de Borgoña
Adelaida I de Borgoña o Alicia o Alix (? - Evian, 8 de marzo de 1279) fue Condesa Palatina de Borgoña desde 1248 hasta su muerte. Era también la esposa del hermano y heredera del conde de Saboya desde 1267 hasta su muerte.
Adelaida era la hija de Otón II de Borgoña y Beatriz II de Borgoña, Condesa Palatina de Borgoña. Heredó el condado tras la muerte de su hermano Otto III de Borgoña, Conde Palatino de Borgoña, en 1248. Como condesa, entró en conflicto con el rey Rodolfo I de Habsburgo.
Adelaida murió en 1279 y fue enterrada en la Abadía de Cherlieu cerca de Besanzón.

## Familia
Adelaida se casó con Hugo de Chalon (muerto en 1266), perteneciente a una rama más joven de la dinastía de Ivrea -originada de los Condes de Borgoña y por tanto pariente de su madre, alrededor de 1239. Tenían, entre otros, los siguientes hijos: 
- Otón IV de Borgoña, conde de Borgoña (muerto en 1302), casado en 1271 con Filipa de Bar y en 1285 con Matilde de Artois, hija de Roberto II de Artois.
- Reginald, Conde de Montbéliard (muerto en 1322).
- Juan.
- Guía de Borgoña (muerta en 1216), casada en 1274 con Tomás III de Piamonte, conde de Piamonte y pretendiente como Conde de Saboya e hijo de Tomás II de Piamonte, por tanto un sobrino de su segundo marido.
- Hugo (muerto en 1312).
- Hipólita, casada con Aymer IV, Conde de Valence (1277-1330).
- Isabel (muerta en 1275), casada en 1250 con Hartman el Joven, Conde de Kyburg (muerto en 1263). Tuvieron una hija:
  - Ana, casada en 1273 con Eberhard de Habsburgo-Laufeuburg.

El 11 de junio de 1267, Adelaida se casó con Felipe, antiguo arzobispo de Lyon y el futuro conde de Saboya (muerto en 1285). Este matrimonio acabó sin hijos.